# Igor Chzhan
Igor Chzhan (Taldykorgan, 2 de octubre de 1999) es un ciclista kazajo que corre para el equipo chino China Glory-Mentech Continental Cycling Team de categoría Continental.

## Biografía
Para la temporada 2022 firmó con el equipo ciclista de Almaty, el Almaty Cycling Team. Al comienzo de la temporada, ganó el Gran Premio Velo Alanya en Turquía. En marzo se convirtió en campeón asiático de ruta y campeón asiático de contrarreloj por equipos. En agosto entró en el equipo UCI WorldTeam Astana Qazaqstan Team como stagiaire (aprendiz). Finalmente fue contratado para las próximas dos temporadas como parte de su plantilla.

## Palmarés
2018
- 2.º en el Campeonato de Kazajistán Contrarreloj

2019
- 1 etapa del Tour de Irán-Azerbaiyán

2022
- Gran Premio Velo Alanya
- Campeonato Asiático en Ruta
- 2.º en el Campeonato de Kazajistán Contrarreloj

2024
- 2.º en el Campeonato de Kazajistán Contrarreloj

## Equipos
- Astana City (08.2018-07.2019)
- Vino - Astana Motors (08.2019-2021)
- Almaty Cycling Team (01.2022-07.2022)
- Astana (stagiaire) (08.2022-12.2022)
- Astana Qazaqstan Team (2023-2024)
- China Glory-Mentech Continental Cycling Team (2025-)